# Département (United States Army)
Ne doit pas être confondu avec Département de l'Armée des États-Unis.
Dans la United States Army, le terme Département (Department en anglais) fut utilisé, principalement avant la Première Guerre mondiale, pour désigner des régions militaires créées pour assurer le contrôle des installations et des unités.